# Skrapar
Skrapar è un comune albanese situato nella prefettura di Berat.
Il comune è stato istituito in occasione della riforma amministrativa del 2015, unendo i comuni di Bogovë, Çepan, Çorovodë, Gjerbës, Leshnjë, Potom, Qendër Skrapar, Vendreshë e Zhepë.
Centro amministrativo del comune è la cittadina di Çorovodë.
È anche approssimativamente contigua alla "regione etnografica" albanese di Skrapar, nota per il suo folclore, la sua produzione di Rakı, il suo alto tasso di appartenenza all'ordine Bektashi e le sue montagne panoramiche.

## Monumenti e luoghi d'interesse
- Castello di Skrapar